# Dexter Jackson (bodybuilder)
Dexter The Blade Jackson (født 25. november 1969) er en professionel Bodybuilder fra Jacksonville i USA. Han blev Mr. Olympia i 2008.

## Personligt liv
Jackson er den næst ældste af seks søskende. Som ung havde han flere hobbyer som amerikansk fodbold atletik og baseball. Han har fire børn: Lenard, Dexter, Julian og Maya.

## Karriere
Dexter Jackson vandt Mr. Olympia første gang i 2008, men har også vundet mange andre konkurrencer som 2008 New Zealand Pro 2008 Grand Prix Australia og Arnold Classic to gange.
Han har en konkurrencevægt på 105 kg og en Off-season vægt på 111 kg.